# Herb gminy Giby
Herb gminy Giby – jeden z symboli gminy Giby, autorstwa Tadeusza Gajla, ustanowiony 28 marca 2011.

## Wygląd i symbolika
Herb przedstawia na tarczy w polu zielonym ramię w rękawie i rękawicy srebrnych, wzniesione, trzymające takąż strzałę w lewo, na którą nabita ryba złota (sielawa) w słup, u podstawy dwie rzeki srebrne. Układ i kolorystyka ramienia ze strzałą i rybą mają nawiązywać do herbu Pogonia i symbolizują związki ziem wchodzących w skład gminy z Wielkim Księstwem Litewskim. Ramię odmieniono tak, aby przypominało ramię osocznika, trzymające myśliwską strzałę. Elementy te, oraz zielony kolor pola mają symbolizować puszczańskie tradycje gminy, oraz jej ekologiczny charakter. Sielawa to jedna z najszlachetniejszych ryb zamieszkujących miejscowe jeziora. Dwie rzeki u podstawy to Czarna Hańcza i Marycha.